# Balbino Velasco Bayón
Balbino Velasco Bayón (Lovingos, 1926-Madrid, 3 de noviembre de 2013) fue un historiador, escritor y religioso español.
Nació en Lovingos (Segovia) e ingresó en el Santuario de Nuestra Señora de El Henar, de la Orden del Carmelo. Se licenció en Filosofía y Letras y desde 1986 hasta su muerte fue cronista oficial de Cuéllar. Además, fue historiador de la Orden del Carmelo y desde el año 2008, hijo predilecto de Cuéllar. Publicó centenares de artículos en los diarios El Adelantado de Segovia, El Norte de Castilla y otros, así como en diferentes revistas y publicaciones especializadas, como Estudios Segovianos, de la Real Academia de Historia y Arte de San Quirce de Segovia, dependiente del Consejo Superior de Investigaciones Científicas. Desde 1981 era académico correspondiente de la Real Academia de la Historia.
Falleció en Madrid el 3 de noviembre de 2013.

## Obra
- Miguel de la Fuente, O. Carm. (1573-1625): ensayo crítico sobre su vida y su obra. Ed. Carmelitane, 1970.
- Cuéllar, reportaje gráfico de su historia, Segovia 1972.
- Noticias históricas sobre el convento de los Valles. Dominio jurisdiccional de un convento de Carmelitas, Madrid 1986.
- Historia de Cuéllar, Segovia 1974, 1979, 1988 y 1996  (4 ediciones).
- Guía de Cuéllar. Ed. Everest, Madrid 1978 y 1985.
- El Colegio Mayor Universitario de Carmelitas de Salamanca, 1978.
- Los carmelitas. Historia de la Orden del Carmen, 6 vols. Madrid 1987-1996.
- Historia del Carmelo español, 3 vols. Edizioni Carmelitane, 1991-1994.
- De Fontiveros a Salamanca pasando por Medina del Campo: infancia y juventud de San Juan de la Cruz, 1991.
- História da Ordem do Carmo em Portugal, Lisboa 2001.
- Acercamiento a una institución madrileña: el monasterio de Monjas Carmelitas de Nuestra Señora de las Maravillas. Ed. Carmelitane, 2004.
- Pueblos de España: Cuéllar, Madrid 2008.
- Colección documental de Cuéllar (934-1492), con Mauricio Herrero Jiménez, Segismundo Pecharromán Cebrián y Julia Montalvillo García, Segovia 2010.